# Йиемпа
Йи́емпа (ест. Jõempa küla) — село в Естонії, у волості Ляене-Сааре повіту Сааремаа.

## Населення
Чисельність населення на 31 грудня 2011 року становила 35 осіб.

## Географія
Поблизу південної околиці села тече річка Кярла (Kärla jõgi).
Через село проходить дорога Кярла — Саувере.

## Історія
До 12 грудня 2014 року село входило до складу волості Кярла.

## Пам'ятки природи
На південний схід від села лежить природний заповідник «Карстові воронки Йиемпа» (Jõempa kurisud) площею 9,5 га (58°21′2″ пн. ш. 22°20′7″ сх. д. / 58.35056° пн. ш. 22.33528° сх. д.), що межує з територією заказника Каармізе (Kaarmise hoiuala), площа — 257,1 га (58°21′4″ пн. ш. 22°20′54″ сх. д. / 58.35111° пн. ш. 22.34833° сх. д.).